# Trapezita
Los trapezitas eran los banqueros en la Antigua Grecia. Su nombre proviene del griego antiguo τράπεζα (trapeza), la mesa  detrás de la que estaban en las tiendas, a veces destinadas a otro tipo de actividad comercial, pero muy a menudo a las transacciones bancarias.
Los trapezitas podían ser sociedades privadas, templos, ciudades, o simples particulares que utilizaban como capital sus propios fondos.

## Los templos
Los bancos más importantes eran los grandes santuarios, donde los sacerdotes hacían fructificar el dinero que recibían en depósito de acuerdo a los préstamos concedidos a los particulares y a las ciudades. El santuario de Olimpia era el banco del Peloponeso, el de Delfos el de las ciudades de la Grecia central, y el de Atenea Pártenos concedía préstamos a Atenas.

## Los bancos privados
Las sociedades privadas, como el banco de Pasión en Atenas, desempeñaban un importante papel en la economía, sobre todo mediante las  sucursales presentes en las principales ciudades donde expedían letras de cambio.

## Los bancos estatales
Las ciudades poseían también sus propios trapezitas, pero su poder estaba restringido y su función se limitaba a vigilar los préstamos bancarios concedidos por la esfera pública. Hasta la época helenística no se produjo el desarrollo de los bancos estatales y su conversión en «actores de primera fila». En el Egipto Ptolemaico cada departamento administrativo (el nomo) tenía su banco real (basilikê trapeza) nutrido mediante los excedentes de los ingresos públicos.